# Manbijoffensiven
Manbijoffensiven (även känd som Operationen för martyren och ledaren Faysal Abu Layla) var en militär operation under det syriska inbördeskriget som genomfördes av den USA-stöttade militäralliansen syriska demokratiska styrkorna (SDF) under sommaren 2016. Målsättningen var att återta staden Manbij och närliggande områden från Islamiska staten (IS).
Offensiven påbörjades i slutet av maj, och den 8 juni slutfördes inringningen av staden. Därefter inleddes intensiva strider i stadens utkanter, med flygunderstöd från den internationella USA-ledda koalitionen. Under dessa strider kidnappade IS hundratals kurdiska bybor för att använda dem som mänskliga sköldar. Den 13 augusti slutfördes återerövringen av Manbij och regionen runtom. SDF:s styrkor bestod under striderna av både kurdiska och arabiska stridande.
Turkiet, som anser att de kurdiska styrkorna är terrorister, inledde efter offensiven Operation Eufrats sköld för att bekämpa såväl dessa som IS. 

## Syfte
Offensivens huvudsakliga målsättning var att återta staden Manbij, hemort för den avlidne SDF-ledaren Faysal Abu Layla. Manbij är en av Syriens större städer och en viktig stödjepunkt mellan Eufrat och Aleppo.
Ett vidare mål är att även återta områdena väster om Manbij, områden som delvis bebos av kurder och som av dessa anses vara del av Syriska Kurdistan. Målet för offensiven är också att klippa av Islamiska statens sista försörjningsleder från omvärlden och att förhindra den från att flytta dess krigare ut ur Syrien i syfte att utföra terroristattacker i Turkiet och Europa.

## Bakgrund
20 juli 2012 erövrades Manbij av lokala rebellstyrkor, vilka därefter tog över administrationen av staden. I december samma år genomfördes ett lokalval för att utse ett styre över staden.
I januari 2014 tog styrkor från Islamiska staten över staden, efter att ha kört ut de befintliga rebellstyrkorna. Staden utvecklades efter det till ett lokalt nav för handel med plundrade antikviteter och arkeologisk utrustning.
Rykten om en förestående offensiv mot Manbij spreds redan tidigt 2016, efter att SDF-styrkor tagit kontrollen över Tishreen-dammen 25 km sydöst om Manbij. Därefter skaffade sig SDF ett brohuvud på den västra stranden av Eufrat.

## Förlopp

### Offensivens inledning
Sent i maj 2016 drog den arabisk-kurdiska SDF-alliansen igång en offensiv för att återta Manbij. Den föregicks av en begränsad offensiv söderut, mot ar-Raqqa, vilket band upp delar av regionens IS-trupper till försvar av IS inofficiella huvudstad.
Sedan SDF:s södra offensiv avstannat, inleddes istället i månadsskiftet maj/juni en offensiv västerut. Där hade SDF sedan tidigare ett "brohuvud" väster om Eufrat. Detta förstärktes nu, samtidigt som den raserade bron längre norrut (rakt öster om Manbij) reparerades.

### Inringning och belägring
Genom en snabb offensiv från flera riktningar i början av juni trängde SDF-styrkor mot väster på båda sidor om Manbij. Den 8 juni möttes de väster om staden, som sedan var under belägringstillstånd.

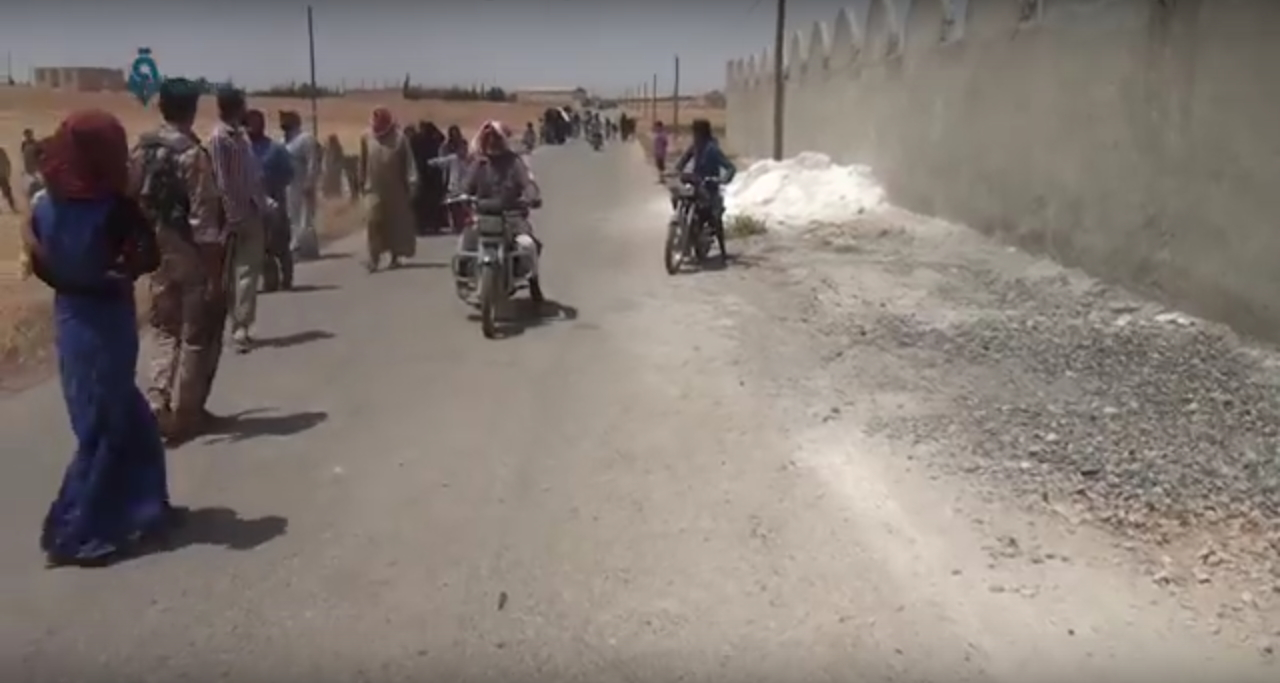
Manbijbor tar sig från stridsområdet den 20 juni.

Under offensiven utförde den USA-ledda internationella koalitionen över 55 flygräder. Dessa hade som mål att sänka stridsförmågan hos IS-styrkorna i området och underlätta SDF:s offensiv.

### Strider inne i staden
Runt den 10 juli gick SDF-styrkor in i och tog kontroll över större delen av den sydvästra delen av Manbij. Detta skedde efter att IS under tidigare veckor gjort flera försök att bryta belägringen genom samordnade attacker mot SDF:s ställningar både norr och söder om staden. Dessa IS-anfall avstannade dock snart. Däremot tog IS hundratals kurdiska bybor i regionen som gisslan, för att använda dem som mänskliga sköldar ute på slagfältet. Under juni månad beräknas minst 900 kurdiska civila ha kidnappats av IS som hämnd eller för att användas till tvångsarbete.
Den 12 och 13 juli pågick strider i både södra, norra och västra Manbij. SDF-styrkor hade tagit över stödjepunkter på flera ställen i staden, efter svåra strider. Samtidigt hade tusentals stadsbor evakuerats från de olika stridszonerna. Fram till 8 juli hade minst 14 000 boende i Manbij kunnat fly undan striderna via humanitära korridorer, och två veckor senare hade minst halva Manbijs befolkning flytt till stadens utkanter.

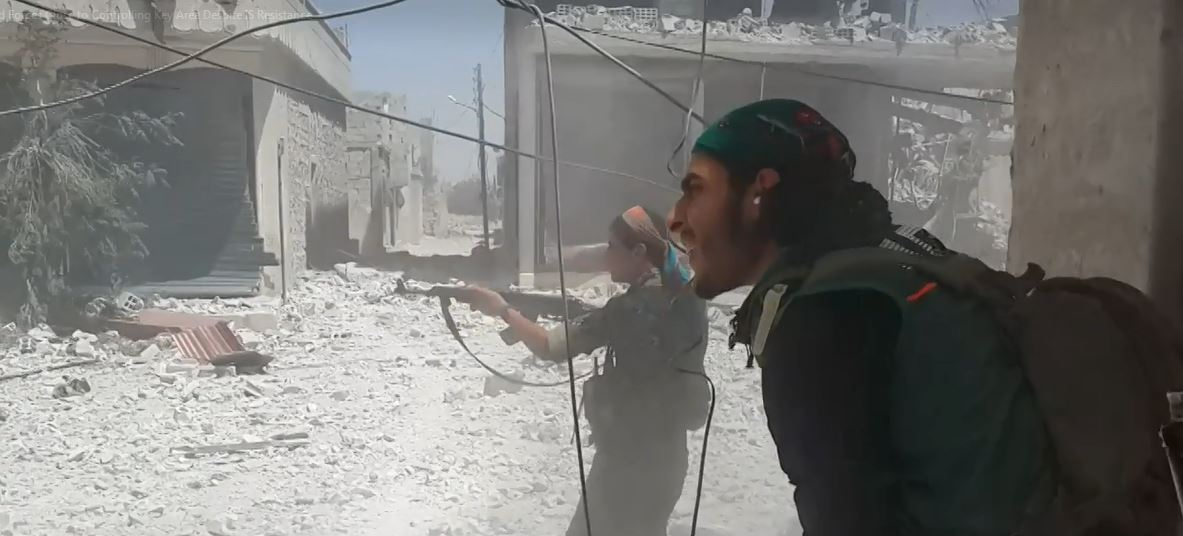
Stora delar av Manbij förstördes under striderna om staden (foto från 29 juli 2016).

De flyende hade så dags inte nåtts av några hjälpsändningar. Kvar bland striderna inne i Manbij fanns uppskattningsvis 25 000 stadsbor. Den internationella koalitionens flygräder i Manbij riktade in sig på IS stödjepunkter, men enligt rapporter hade även mer än 100 civila dödats genom flygattackerna. 1 augusti vädjade det då nybildade stadsrådet i Manbij om hjälp från det internationella samfundet. De hemlösa stadsborna, som flytt undan striderna/det IS-kontrollerade området, hade dittills fått visst bistånd från de styrande i Kobane. Stadsrådet i Manbij hade då inrättat sitt provisoriska säte i orten Abu Qalqal sydöst om själva Manbij.

### Slutstriderna om Manbij

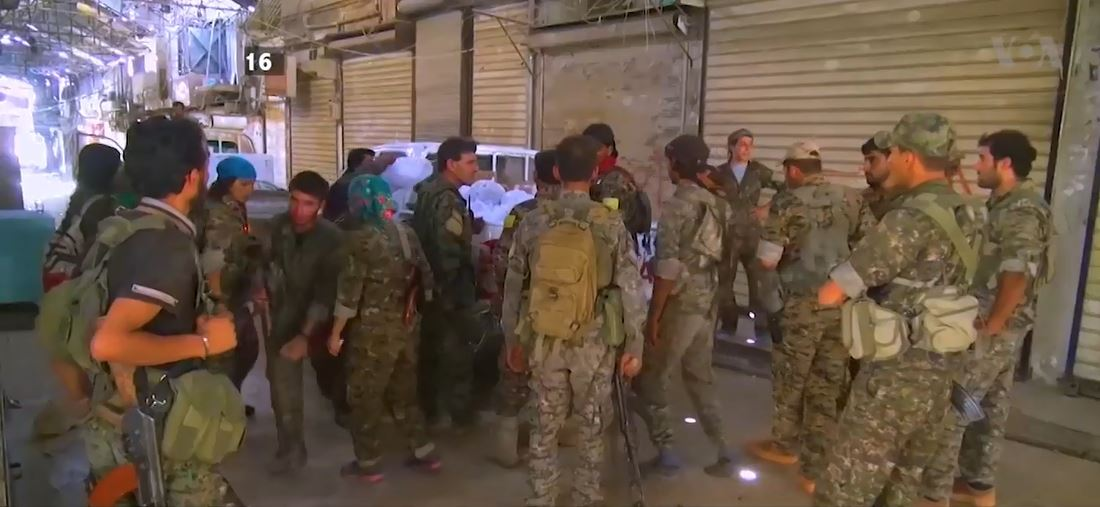
I SDF:s erövring av Manbij med omnejd ingick både arabiska och kurdiska styrkor, inklusive en viss andel kvinnliga stridande.

I samband med SDF:s övertagande av olika stadsdelar försökte kvarvarande IS-styrkor inleda förhandlingar om en ordnad reträtt från staden mot IS-kontrollerade områden. SDF tillbakavisade förslagen och ansåg att kapitulation var enda alternativet.
Fram till den 5 augusti hade SDF erövrat fler delar av centrala Manbij, och man kontrollerade då mellan 50 och 80 procent av själva staden. En vecka senare återstod endast delar av centrum i IS kontroll, och kampen om dessa försvårades på grund av ISIS systematiska bruk av de kvarvarande civila i området som mänskliga sköldar.
13 augusti rapporterade internationella medier att hela Manbij erövrats av SDF. De sista IS-styrkorna i staden kidnappade cirka 2 000 stadsbor, för att nyttja som mänskliga sköldar under deras reträtt mot IS-kontrollerat territorium i norr (Jarabulus).

### Resultat
Striderna om Manbij och regionen runtom, från maj till augusti 2016, innebar att minst 437 civila, 299 SDF-stridande och 1 019 IS-krigare miste livet. Mer än 78 000 tvingades på flykt undan striderna och förstörelsen.
Med erövringen av Manbij utökades de kurdiskkontrollerade områdena i Syrien. Kurdiskdominerade SDF fick internationellt stöd i sitt återtagande av mark från IS. SDF planerade på sikt att även ta kontroll över fler delvis etniskt kurdiska områden i nordvästra delen av Syrien, inklusive städerna Jarabulus och Manbij. Detta innebar fortsatt konflikt med Syriens granne Turkiet samt delar av den syriska oppositionen; den turkiskstödda opposition försvarade områden runt städer som Azaz och Aleppo mot både IS, Syriens regering och SDF:s ambitioner att utöka Rojavas territorium.
Som ett svar på SDF:s inmarsch i regionen väster om Eufrat, som mestadels befolkas av araber, inledde Turkiets armé och allierade FSA-styrkor den 24 augusti Operation Eufrats sköld. Målsättningen var att bekämpa IS och kurdiska "terroriststyrkor" väster om Eufrat.

## Styrkor
Under Manbijoffensiven bestod SDF-styrkorna till största delen av arabiska stridande (enligt uppgifter från Turkiets president Recep Tayyip Erdoğan). Annars leds och bemannas SDF i första hand av kurder. Den arabiska tonvikten på offensiven var ett uttalat krav från Turkiet, som tidigare motsatt sig en kurdisk offensiv västerut. Turkiet har från och till ägnat sig åt bombräder mot kurdiska ställningar söder om den turkisk-syriska gränsen, med målet att stoppa PKK:s och dess allierades styrkor.